# Michiel Driebergen
Michiel Driebergen (1980) is een Nederlandse journalist, schrijver en radiomaker.
Als Oost-Europa verslaggever werkt hij voor onder meer dagblad Trouw en het Radio 1 programma Bureau Buitenland (VPRO). 
Na de christelijke Hogeschool Ede begon Driebergen in 2002 als radioverslaggever bij de VPRO en bij VARA Radio 1. Later werd hij redacteur en samensteller van radioprogramma’s. Bijna tien jaar maakte hij het programma Casa Luna, een NCRV-programma op de late avond op Radio 1. 
Vanaf 2010 was hij met enige onderbreking correspondent voor het dagblad Trouw en Radio 1 in Polen en Oekraïne. Via de radio liet hij van zich horen en ontpopte zich als blogger. 
Zijn focus is gericht op Polen, Oekraïne, Wit-Rusland en Moldavië. Daarbij werkte hij mee aan de boeken Lviv, Stad van Paradoxen, een fotoboek met essays over geschiedenis, heden en toekomst van Lviv. Om zijn overzicht te verbreden verhuisde hij in 2014 van Lviv naar het Poolse Kraków, dat historisch gezien evenals Lviv in de oude Europese regio Galicië ligt. Vanuit de steden Krakau (Polen) en Lviv (Oekraïne) deed hij verslag van de ontwikkelingen in deze regio. In 2012 publiceerde hij De Joden van Lemberg, over de joodse historie van Lemberg in West-Oekraïne.

## Erkenning
In 2023 won Driebergen de prestigieuze journalistieke prijs De Tegel voor zijn werk in Oekraïne. Over de verhalen uit twee jaar Oorlog in Oekraïne oordeelde een van de juryleden Zijn verhalen geven een gezicht aan het conflict en zijn beeldend geschreven. Je voelt mee met de sprekers, hun ervaringen snerpen door de ziel, je hoort de oorlog.
Het jaar daarvoor won Driebergen de Zilveren Reissmicrofoon 2023 samen met Edwin Koopman voor hun podcast Stad in oorlog, Charkiv één jaar onder vuur (VPRO, NPO Radio 1). Volgens de jury brengt de podcast "dichtbij wat wij ons met geen mogelijkheid kunnen voorstellen: hoe het is om te leven in oorlog." Daarnaast prijst de jury maker Driebergen die voor deze podcast terug is gegaan naar Charkiv "om in audio op te tekenen hoe Charkiv en haar bewoners overleven." En dat heeft hij volgens de jury "op zeer radiofonische wijze gedaan, in full stereo."

## Prijzen
- De Tegel 2023 (Buitenland)
- Zilveren Reissmicrofoon 2023